# 楊獻才
楊獻才（1685年—1758年），18世紀興達戶的領導者。據果敢土司家族說法，楊獻才的祖父楊高學隨南明軍隊西遷至雲南落腳，父親楊映一代經商，為了逃避災禍舉家從雲南省順寧府西逃至科干山老夯岩。楊家在科干山逐漸形成勢力，1739年取代陳姓茅扎陳駙馬成為興達戶茅扎。楊獻才的後人擴張勢力成為果敢土司，世代相襲直至1959年。